# تشارلز إف. سميث
تشارلز إف. سميث هو سياسي أمريكي، ولد في 6 يوليو 1912 في هت سبرينغز في الولايات المتحدة، وتوفي في 1 أغسطس 1962 في هورسشو ليك في الولايات المتحدة بسبب غرق. نشط حزبياً في الحزب الديمقراطي. وقد انتخب عضو مجلس نواب أركنساس ‏.